# Střední škola technická Most
Střední škola technická v Mostě (kdysi Integrovaná střední škola / ISŠT Most) je komplexním vzdělávacím zařízením s výukou ve 3letých i 4letých oborech. škola je zaměřená zejména na oblast strojírenství, elektrotechniky, stavebnictví, ale vyučuje se i ekonomika, administrativa, výpočetní techniky a bezpečnostní studia.

## Historie
Škola byla uvedena do provozu dne 1. září 1989, avšak dílny školy fungovaly již od roku 1984. Škola byla vybudována z důvodu sjednocení odborných učilišť z okolních obcí – Litvínov, Meziboří a Dolní Jiřetín. Po dostavění se škola dostala na první místo v tabulce největších školních objektů v republice i jako nejmodernější, avšak po postupném úpadu zájmu o studium byl však areál zmenšován. V současné době, k roku 2022, je areál školy je vyměřen přibližně na 85 000 m² a počet žáků je přibližně 900.
Škola byla původně vystavěna podle vzoru školy v bývalém Sovětském svazu. Při výstavbě byl plánován i bazén, který z finančních důvodů nebyl nikdy dostavěn, a místo něho jsou zde tělocvičny. Budova v případě války měla sloužit i jako atomový kryt, což potvrzuje kinosál, který byl modernizován z původního krytu, ale jako kryt není provozuschopný. Prostory bývalých dílen byly postaveny tak, aby se zde dala opravovat armádní technika. Tyto dílny byly předány kraji a v prostorách šaten proběhla rekonstrukce a modernizace. Aktuálně se zde nacházejí dílny odborného výcviku, z původních prostorů dílen zbyla pouze obrobna CNC strojů.

## Obory
Škola nabízí 20 prezenčních oborů v denním studiu a čtyři dálkové obory.
- 68-42-M/01 – Bezpečnostně-správní činnost
- 63-41-M/01 – Ekonomika a podnikání (EUVS)
- 26-41-M/01 – Elektrotechnika
- 26-41-L/52 – Provozní elektrotechnika
- 23-45-L/01 – Mechanik-seřizovač
- 23-43-L/51 – Provozní technika
- 36-44-L/51 – Stavební provoz
- 26-51-H/01 – Elektrikář
- 36-52-H/01 – Instalatér
- 41-53-H/02 – Jezdec a chovatel koní
- 23-68-H/01 – Mechanik-opravář motorových vozidel
- 36-66-H/01 – Montér suchých staveb
- 23-56-H/01 – Obráběč kovů
- 66-53-H/01 – Operátor skladování
- 23-51-H/01 – Strojní mechanik
- 33-56-H/01 – Truhlář
- 36-67-H/01 – Zedník
- 33-56-E/01 – Truhlářské práce
- 41-52-E/01 – Zahradnické práce
- 36-67-E/01 – Zednické práce